# Johannes Reinke
Johannes Reinke (ur. 3 lutego 1849 w Ziethen, zm. 25 lutego 1931 w Preetz) – niemiecki filozof, botanik i mykolog.

## Życiorys
Studiował botanikę początkowo w Rostocku, następnie w Bonn, Berlinie i Würzburgu. W 1873 roku został dyrektorem instytutu botanicznego w Getyndze, a od 1885 profesorem botaniki na Uniwersytecie Christiana Albrechta w Kilonii i dyrektorem ogrodu botanicznego na tym uniwersytecie. W latach 1891–1892 był jego rektorem.

## Praca naukowa
Reinke szczególnie interesował się glonami z grupy brunatnic, ich systematyką, cyklami rozwojowymi, cytologią. W latach 1888–1892 opublikował szereg artykułów o brunatnicach z Morza Północnego i Bałtyku. Opisał w tym kilka ich nowych gatunków. Publikował także prace o glonach z rodzin Tilopteridaceae i Sphacelariaceae oraz o porostach.
Reinke był zwolennikiem naukowego neowitalizmu i krytykiem darwinowskiej teorii ewolucji. Sprzeciwiając się sekularyzacji nauki, Reinke, wraz ze swoim luterańskim przyjacielem Eberhardem Dennertem, założył Unię Keplera w celu przeciwdziałania Monistycznej Lidze Ernesta Haeckela, której celem było "zastąpienie" niemieckich kościołów teorią ewolucji jako religią świecką.
W 1901 roku wprowadził termin „biologia teoretyczna”, aby zdefiniować biologię z punktu widzenia pojęć i teorii oraz odróżnić ją od tradycyjnej „biologii empirycznej”. Reinke podjął próbę wyjaśnienia procesu zmian biologicznych poprzez koncepcję morfogenezy i regulacji genetycznej, którą nazwał teorią „Dominanten”. Wśród jego prac była książka omawiająca związek filozofii i religii z nauką.
Przy nazwach naukowych utworzonych przez niego taksonów dodawane jest jego nazwisko Reinke. Na jego cześć nadano nazwę porostowi Reinkella.